# Marble Hill (Missouri)
Marble Hill é uma cidade localizada no estado americano de Missouri, Condado de Bollinger.

## Demografia
Segundo o censo americano de 2000, a sua população era de 1.502 habitantes.
Em 2006, foi estimada uma população de 1.514, um aumento de 12 (0.8%).

## Geografia
De acordo com o United States Census Bureau tem uma área de
4,2 km², dos quais 4,2 km² cobertos por terra e 0,0 km² cobertos por água. Marble Hill localiza-se a aproximadamente 191 m acima do nível do mar.

## Localidades na vizinhança
O diagrama seguinte representa as localidades num raio de 24 km ao redor de Marble Hill.